# Killjoys
Killjoys è una serie televisiva canadese-statunitense di fantascienza, trasmessa da Space/CTV Sci-Fi Channel e Syfy dal 19 giugno 2015.

## Trama
Dutch, John e D'avin sono un trio di cacciatori di taglie interplanetari, chiamati Killjoys, che lavorano per la Reclamation Apprehension Coalition (RAC) in un sistema di quattro pianeti e lune conosciuto come Quad, teatro di una sanguinosa guerra di classe. Ai fini dell'esecuzione dei mandati per arrestare persone o recuperare proprietà, gli agenti RAC sono investiti di un'alta autorità dall'agenzia. Come parte del loro lavoro, giurano di rimanere neutrali nei conflitti e non devono fedeltà a nessun sistema, governo o altre organizzazioni.

## Episodi
| Stagione         | Episodi | Prima TV originale | Prima TV Italia |
| ---------------- | ------- | ------------------ | --------------- |
| Prima stagione   | 10      | 2015               | 2017            |
| Seconda stagione | 10      | 2016               | 2018            |
| Terza stagione   | 10      | 2017               | inedita         |
| Quarta stagione  | 10      | 2018               | inedita         |
| Quinta stagione  | 10      | 2019               | inedita         |

## Personaggi e interpreti
- Yalena "Dutch" Yardeen/Aneela Kin Ritt, ( stagione 1- 5) interpretata da Hannah John-Kamen.
- John Andras "Johnny" Jaqobis, (stagione 1- 5) interpretato da Aaron Ashmore.
- D'avin Jaqobis, (stagione 1- 5) interpretato da Luke Macfarlane.

### Personaggi ricorrenti
- Lucy (voce), (stagione 1- 5) interpretata da Tamsen McDonough.
- Alvis "God" Akari, (stagione 1- 3) interpretato da Morgan Kelly.
- Prima "Pree" Dezz, ( stagione 1- 5) interpretato da Thom Allison.
- Khlyen, (stagione 1-5) interpretato da Rob Stewart.
- Illenore Pawter Seyah Simms, (stagione 1-2) interpretata da Sarah Power.
- Delle Seyah Kendry, (stagione 1- 5) interpretata da Mayko Nguyen.
- Bellus Haardy, (stagione 1- 2) interpretata da Nora McLellan.
- Fancy Lee, (stagione 1- 5) interpretato da Sean Baek.
- Turin, (stagione 1- 5) interpretato da Patrick Garrow.
- Sabine, (stagione 2) interpretata da Tori Anderson.
- Liam Jelco, (stagione 2-3) interpretato da Pascal Langdale.
- Clara/Olli, ( stagione 2-3) interpretata da Stephanie Leonidas e Tommie-Amber Pirie.
- Gander, (stagione 3) interpretato da Ted Atherton.

## Produzione
L'emittente canadese Space annunciò lo sviluppo della serie, ideata da Michelle Lovretta, già ideatrice di Lost Girl, nel mese di ottobre 2013. Nel mese di aprile 2014 la rete statunitense Syfy si unì al progetto come co-produttrice, mentre le riprese sono iniziate nei pressi di Toronto nel seguente mese di agosto.
Il 1º settembre 2015 è stata rinnovata per una seconda stagione, composta come la prima da 10 episodi. Il 1º settembre 2016 è stata rinnovata per una terza stagione.
Il 1º settembre 2017, la serie viene rinnovata per altre due stagioni, la quarta e la quinta, composte entrambe da 10 episodi, che concluderanno la serie.